# 寺田順三郎
寺田 順三郎（てらだ じゅんざぶろう、1952年2月13日 - ）は、日本の実業家。株式会社戸田家代表取締役社長（8代目）、一般社団法人鳥羽市観光協会会長（20代目）、鳥羽旅館事業協同組合理事長、タビックスジャパン協定旅館ホテル連盟会長。

## 人物・経歴
1952年2月13日生まれ。三重県鳥羽市出身。立教大学経済学部経営学科（現・経営学部）卒業。
1982年、家業である創業1830年（天保元年）の老舗旅館「戸田家」に入社。2006年、八代目当主として、株式会社戸田家代表取締役社長に就任。
戸田家は、鳥羽駅前に立地し、風光明媚な景色と露天風呂を含め計13もある温泉に、伊勢志摩の味が堪能できる旅館として知られる。伊藤博文を始め、皇室や各界の著名人も宿泊し、1953年（昭和28年）から将棋の王将戦など、その後も幾度もタイトル戦の会場となり、「将棋と囲碁の宿」と言われる。近年では、2020年6月の将棋の名人戦、7月には囲碁の本因坊戦、9月には囲碁の名人戦の会場となっている。
寺田は経営者として、旅館業を通じて顧客と社員の喜びと幸せの追求に加え、地域の発展に寄与することを理念に掲げる。また、スタッフとの信頼関係を重視する中で、約10年の永年勤続者などへの海外研修招待や、社内託児所の設置、家庭の就業支援などの福利厚生を充実化し、外国人・身体障害者の就労促進などを行っている。
鳥羽市観光協会会長も務め、観光客や地域が安心できる観光地づくりを進め、感染症対策の「伊勢志摩スタンダード」にも取り組んでいる。鳥羽旅館事業協同組合理事長、タビックスジャパン協定旅館ホテル連盟会長も務める。